# Смирнов, Николай Александрович (генерал-лейтенант артиллерии)
Никола́й Алекса́ндрович Смирно́в (5 мая 1898,  Минск,  Российская империя — 19 ноября 1960,  Рыбинск) — советский военачальник, генерал-лейтенант артиллерии (18.02.1958).

## Биография
Родился 5 мая 1898 года в Минске в дворянской семье статского советника. Русский. Через несколько месяцев после его рождения семья по службе отца переехала в город Рыбинск Ярославской губернии. В 1916 году Николай окончил гимназию в Рыбинске и поступил поступил в Петроградский политехнический институт на механическое отделение, где проучился до февраля 1917 года после чего поступил в Михайловское артиллерийское училище в городе Петрограде. 15 августа 1917 года закончил ускоренный курс обучения с присвоением ему воинского звания — прапорщик и получил назначение в запасной легкий артиллерийский дивизион в городе Луга (под Санкт-Петербургом) где был назначен командиром взвода в третью батарею. При проведении выборного начала был выбран командиром взвода. В марте 1918 года демобилизовался и переехал в город Рыбинск
26 октября 1918 года добровольно поступает на службу в РККА на должность командира взвода во 2-й отдельный полк тяжелой артиллерийской дивизионной батареи МТАОН, которая формировалась в Рыбинске. Затем служит командиром взвода, помощником командира и адъютантом дивизиона Киевского УРа (укрепрайона) 16-й армии. В октябре 1920 года дивизион был выведен из 16-й армии и отправлен по железной дороге в распоряжение Южного фронта. В январе 1921 года дивизион был переведён в Борисполь, а Смирнов переведён на должность начальника связи дивизиона. С 1921 года служил под Москвой. В 1926 году окончил Киевскую школу комсостава и был назначен в Кременчуг командиром батареи. В октябре 1937 года Смирнов уволен запас, а вскоре был арестован (по ст.58) органами НКВД и находился в заключении, однако был освобождён и восстановлен в РККА. В 1941 году окончил военную академию имени М. В. Фрунзе.
С началом Великой Отечественной войны майор Смирнов назначен заместителем командира 476-го пушечно-артиллерийского полка 56-й армии Южного фронта, где принял участие в Ростовская наступательной операции. С декабря 1941 года — командир 903-го артиллерийский полка 343-й стрелковой дивизии, принимал участие в Барвенково-Лозовской операции, Харьковском сражении 1942 года, в оборонительных боях на сталинградском направлении и Сталинградской битве. За успешное командование полком в этих боях подполковник Смирнов был награждён орденом Красного Знамени. В марте 1943 года — назначен начальником артиллерии 343-й стрелковой дивизии, которая в мае 1943 года, за боевые заслуги преобразована в 97-ю гвардейскую стрелковую дивизию, вместе с дивизией в составе 5-й гвардейской армии участвовал в боях на Курской дуге и был награждён орденом Отечественной войны I степени.
С августа 1943 года — начальник артиллерии 33-го гвардейского стрелкового корпуса 5-й гвардейской армии. Командуя артиллерией корпуса принимал участие в боях за Левобережную Украину, освобождал города Полтава и Кременчуг, форсировал Днепр с захватом и удержанием плацдарма на правом берегу. Член ВКП(б) с 1943 года. В январе 1944 года корпус принял участие в Кировоградской, а в марте—апреле — в Уманско-Ботошанской операциях. К середине июля того же года корпус был сосредоточен юго-восточнее Тернополя, а с июля по август принимал участие в Львовско-Сандомирской наступательной операции и с августа вёл тяжёлые оборонительные бои за сандомирский плацдарм. В этих боях Смирнов был ранен и эвакуирован в госпиталь. За успешное форсирование реки Висла был награждён орденом Суворова II степени.
В октябре 1944 года, после излечения, гвардии полковник Смирнов был назначен начальником артиллерии 38-й армии. Возглавив артиллерию армии принял участие Карпатско-Дуклинской операции. С 30 ноября 1944 года и до конца войны армия вела боевые действия в составе 4-го Украинского фронта. Зимой 1945 года она участвовала в Западно-Карпатской стратегической операции (12 января — 18 февраля), с 10 марта по 5 мая — в Моравско-Остравской операции, в ходе которой был освобождён одноимённый промышленный район Чехословакии. Боевой путь армия завершила участием в Пражской стратегической операции. За умелое руководство артиллерией армии на заключительном этапе войны гвардии полковник Смирнов был награждён орденом Кутузова I степени, а так же польскими и чехословацкими боевыми наградами.
За время войны полковник Смирнов был шесть раз персонально упомянут в благодарственных в приказах Верховного Главнокомандующего
После окончания войны в прежней должности начальника артиллерии 38-й армии служит в составе Прикарпатского Военного Округа. Постановлением СНК от 27 июня 1945 года ему было присвоено воинское звание генерал-майор артиллерии. В марте 1950 года назначен начальником артиллерии 1-й Краснознамённой армии Дальневосточного военного округа. С августа 1953 года — начальник артиллерии 25-й армии ДВО. С января 1956 года — заместитель начальника Центральных артиллерийских курсов усовершенствования офицерского состава (г. Ленинград). С мая 1957 года — командующий артиллерией Южно-Уральского военного округа. 
С 20 сентября 1958 года в отставке.
Скончался 19 ноября 1960 года на 63-м году жизни в Рыбинске. Похоронен на Софийском  кладбище Рыбинска.

## Награды
- орден Ленина (06.11.1945)[4][5]
- три ордена Красного Знамени (06.02.1943[6],  21.02.1945[7][5], 20.06.1949[8][5])
- орден Кутузова I степени (21.05.1945)[9]
- орден Суворова II степени (23.09.1944)[10]
- орден Отечественной войны I степени (06.11.1943)[11]
- медали в том числе:
  - «За оборону Сталинграда» (1943)[10]
  - «За победу над Германией в Великой Отечественной войне 1941—1945 гг.» (31.08.1945)[12]

Приказы (благодарности) Верховного Главнокомандующего в которых отмечен Н. А. Смирнов.
- За форсирование реки Вислока и Дунаец и овладение городами Ясло и Горлице — важными опорными пунктами обороны немцев на краковском направлении, а также захват с боями свыше 400 других населённых пунктов. 19 января 1945 года. № 229.
- За овладение на территории Польши городом Новы-Сонч и на территории Чехословакии городами Прешов, Кошице и Бардеёв – важными узлами коммуникаций и опорными пунктами обороны немцев. 20 января 1945 года. № 234.
- За овладение городами Вадовице, Спишска-Нова-Вес, Спишска-Стара-Вес и Левоча – важными узлами коммуникаций и опорными пунктами обороны немцев. 27 января 1945 года. № 260.
- За овладение городом Бельско – крупным узлом коммуникаций и мощным опорным пунктом обороны немцев на подступах к Моравской Остраве. 12 февраля 1945 года. № 275.
- За овладение городом Цешин – важным узлом дорог и сильным опорным пунктом обороны немцев. 3 мая 1945 года. № 361.
- За овладение городом и крупным железнодорожным узлом Оломоуц – важным опорным пунктом обороны немцев на реке Морава. 8 мая 1945 года. № 365

Других государств
 ПНР:
- Крест Храбрых (1945)
- медаль «За Одру, Нису и Балтику» (1945)

 Чехословакия:
- орден Белого льва III степени (1945)
- Чехословацкий Военный крест (1945)